# E461号線

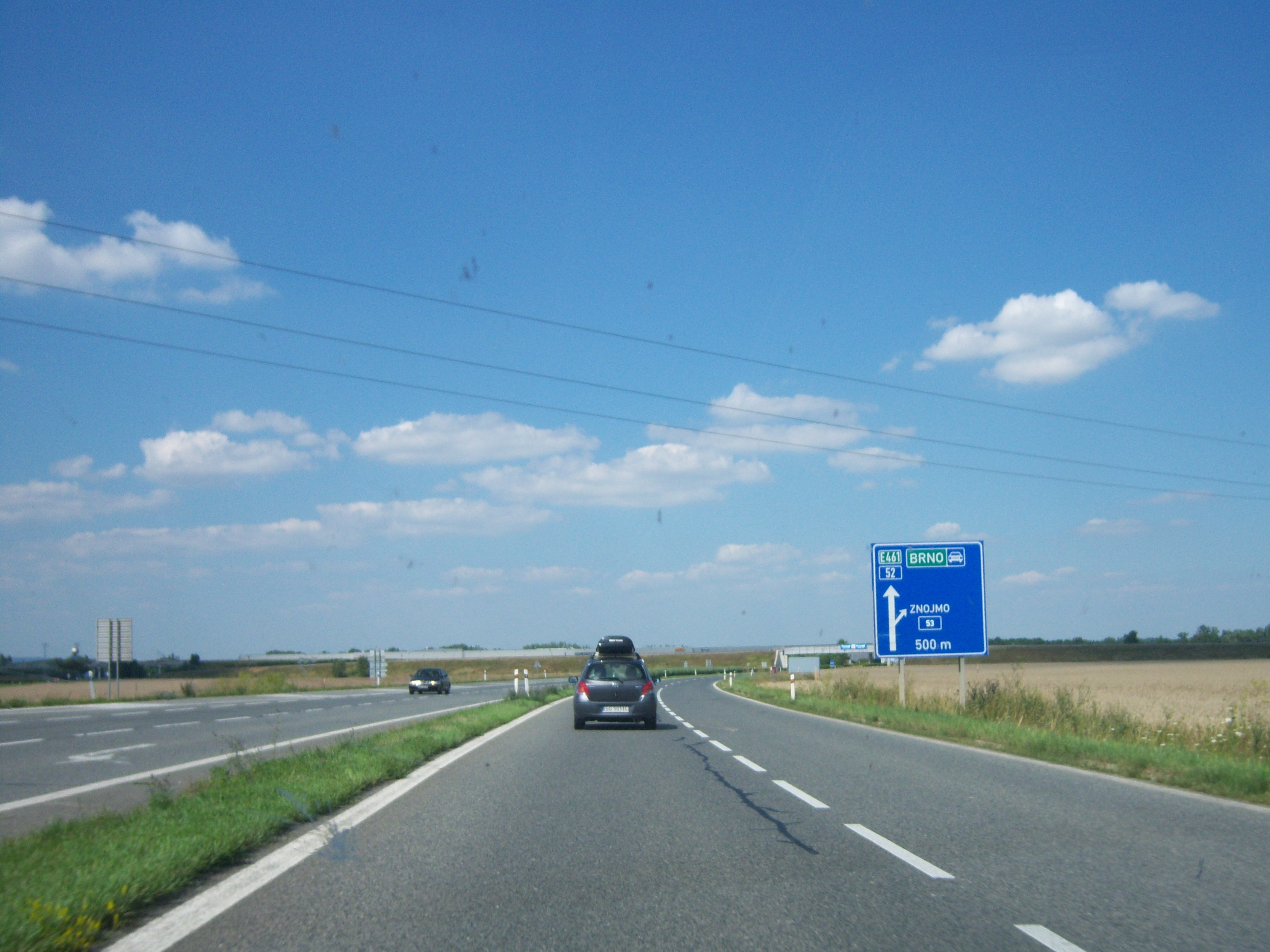
チェコ ズノイモ近郊

E461号線 (E461ごうせん、英: European route E461) は、チェコのスビタビとオーストリアのウィーンを結ぶ、欧州自動車道路のBクラス幹線道路。

## 経路
- チェコ
  - スビタビ（英語版）
  - E50、E65、E462 ブルノ
- オーストリア
  - E49、E58、E59、E60 ウィーン